# Waste Connections
Waste Connections est une entreprise américaine de collecte d'ordures ménagères. Elle est également présente dans des filières de recyclages et dans des filières retraitements de zones pétrolifères. 

## Histoire
En janvier 2016, Waste Connections annonce l'acquisition de Progressive Waste, une entreprise canadienne de collecte de déchets pour 2,67 milliards de dollars. 70 % du nouvel ensemble sera contrôlé par les actionnaires de Waste Connections, qui transféra également une large partie de son équipe dirigeante dans la nouvelle structure. Par cette transaction, l'entreprise annonce son souhait de déplacer son siège social au Canada.

## Principaux actionnaires
Au 31 décembre 2019:
| T. Rowe Price Associates IM       | 9,96% |
| The Vanguard Group                | 9,88% |
| Capital Research & Management II  | 3,81% |
| HCI Equity Partners               | 2,99% |
| BMO Asset Management              | 2,93% |
| Capital Research & Management GI  | 2,62% |
| JPMorgan Investment Management    | 2,56% |
| Fidelity Management & Research    | 2,07% |
| Norges Bank Investment Management | 1,94% |
| Wellington Management             | 1,87% |